# Camponotus yamaokai
Camponotus yamaokai é uma espécie de inseto do gênero Camponotus, pertencente à família Formicidae.